# 폭스바겐 골프
폭스바겐 골프(Volkswagen Golf)는 폭스바겐의 전륜구동 해치백이자, 폭스바겐의 대표적인 준중형 승용차이다. 1974년에 다국적 시장에 진출해 현재는 7세대 모델까지 출시됐다. 해외에서는 각기 다른 이름을 사용했는데, 미국이나 캐나다에서는 폭스바겐 래빗(Volkswagen Rabbit)이라는 이름을 1세대부터 5세대까지 사용했고 6세대부터 골프로 통일했으며, 멕시코에서는 폭스바겐 카리브(Volkswagen Caribe)라는 이름을 현재까지 사용하고 있다. 전륜구동이었던 골프는 폭스바겐 비틀의 후속 해치백 차량으로 출시됐다. 역사적으로 250만 대 이상을 2007년까지 판매해 세계 최다 판매 3대 차량 중에 한 종류이다. 특이하게, 1세대 골프는 다국적 시장에서 공통적으로 폭스바겐 골프라는 이름을 사용한 적이 없다. 가장 많이 생산된 모델은 3도어 해치백이었다.(3도어 해치백 모델이 최초의 골프였다.) 이후 여러 파생 모델이 등장했는데, 5도어 해치백이 등장한 이후 1993년에 왜건 모델의 골프 바리언트가 등장했다. 골프 왜건은, 골프 왜건만의 아이덴티티를 완성하기 위해 바리언트(Variant)라는 모델명을 사용했다. 1979년부터 2002년까지는 컨버터블 버전의 골프도 출시됐으며, 카브리올레(Cabriolet) 또는 카브리오(Cabrio)라고 불렀다. 이후 카브리오 모델은 하드탑을 장착한 폭스바겐 이오스에게 잠시 자리를 내주었다가 이오스가 단종되면서 다시 출시되었다. 다른 파생 모델 중에는, 노치백 스타일의 세단이 있었는데, 노치백 세단 모델은 폭스바겐 제타(Volkswagen Jetta) 또는 폭스바겐 벤토(Vento)라고 불렀으며, 1979년식 노치백 세단 모델은 폭스바겐 보라(Bora)라고 불렀다.(보라, 제타, 벤토는 모두 다 골프의 노치백 세단 버전이다. 세 차량 모두 똑같은 자동차일 뿐, 이름만 다르다.)
고성능의 핫 해치 사양으로 GTI, R, R32 등이 있는데, 엔진에 차이를 두어서 나온다. 그 중 GTI는 "서민들의 포르쉐"라는 별칭이 있다. GTI와 R은 처음부터 2.0리터 가솔린 터보 엔진을 이용했고, R32는 V6 3.2리터 DOHC 가솔린 자연흡기 엔진을 이용했다가 이 또한 2.0리터 가솔린 터보 엔진으로 다운사이징했다. 워낙 많은 파생형 모델이 출시됐기, 때문에 부르는 이름은 개인마다 다 달랐다.
골프라는 이름은 스포츠에서 따온 것이 아니라 멕시코만에서 부는 강한 바람의 별칭인 걸프 스트림에서 따온 이름이다. 비슷하게 폭스바겐 파사트(Volkswagen Passat) 역시 무역풍을 독일어로 표현한 것이며, 제타는 제트 기류, 아드리아해의 북쪽~북동쪽에서 불어오는 차고 건조한 바람을 지칭하는 보라라는 바람은 폭스바겐 보라의 이름에 그대로 사용된 것이다. 폭스바겐 시로코는 아프리카에서 유럽 남부로 불어오는 뜨거운 바람을 지칭하는 시로코(Sirocco)에서 따온 이름이다. 골프의 전륜구동 플랫폼은 많은 폭스바겐 계열의 차량들과 공용하며 폴로, 시로코, 티구안, 파사트, 뉴 비틀, 제타, 아우디 A3, Q3, 스코다 옥타비아 등과 함께 쓰이고 있다.
골프의 아랫급 모델은 폭스바겐 폴로다. 폴로는 본래 아우디 50으로 출시되었다가 폭스바겐으로 이관되어 볼프스부르크에서 생산된 관계로, 플랫폼부터 골프와 다르기 때문에 골프에서 파생된 차량이 아니다.
대한민국에는 디젤 모델을 주력으로 하고, 가솔린은 GTI만 판매한다.

## 세대별 생김새

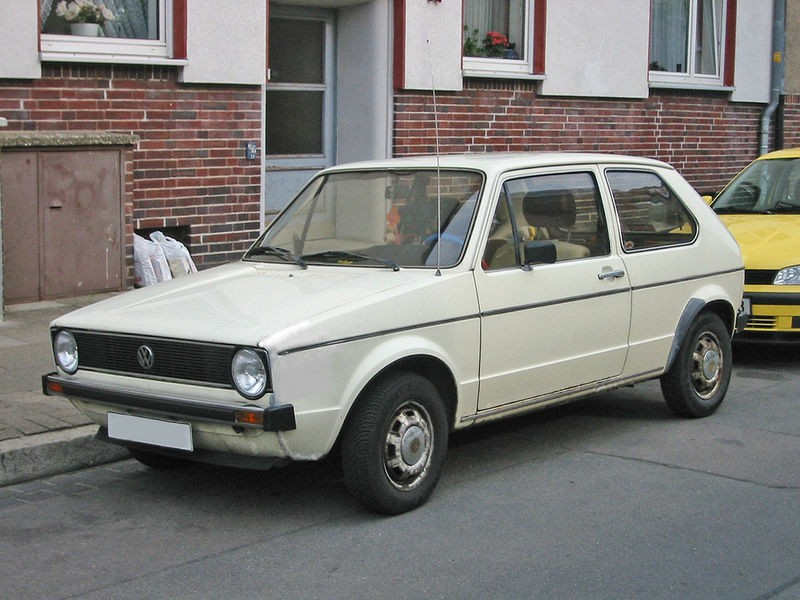
골프 Mk1 (1974–1984)
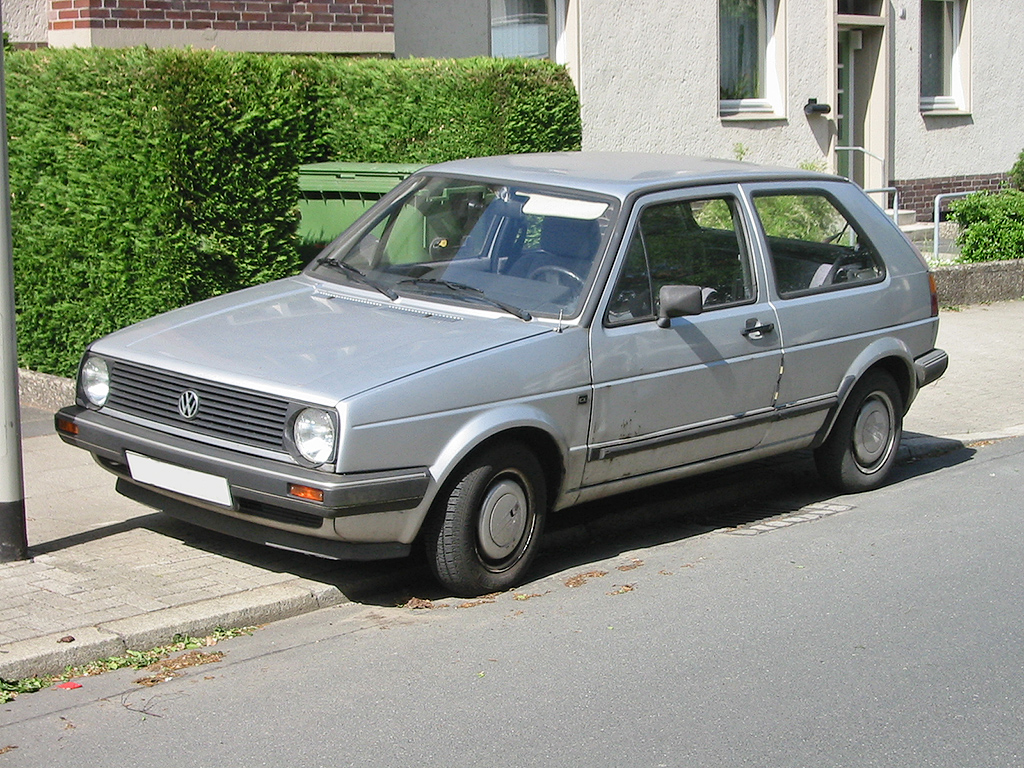
골프 Mk2 (1983–1991)
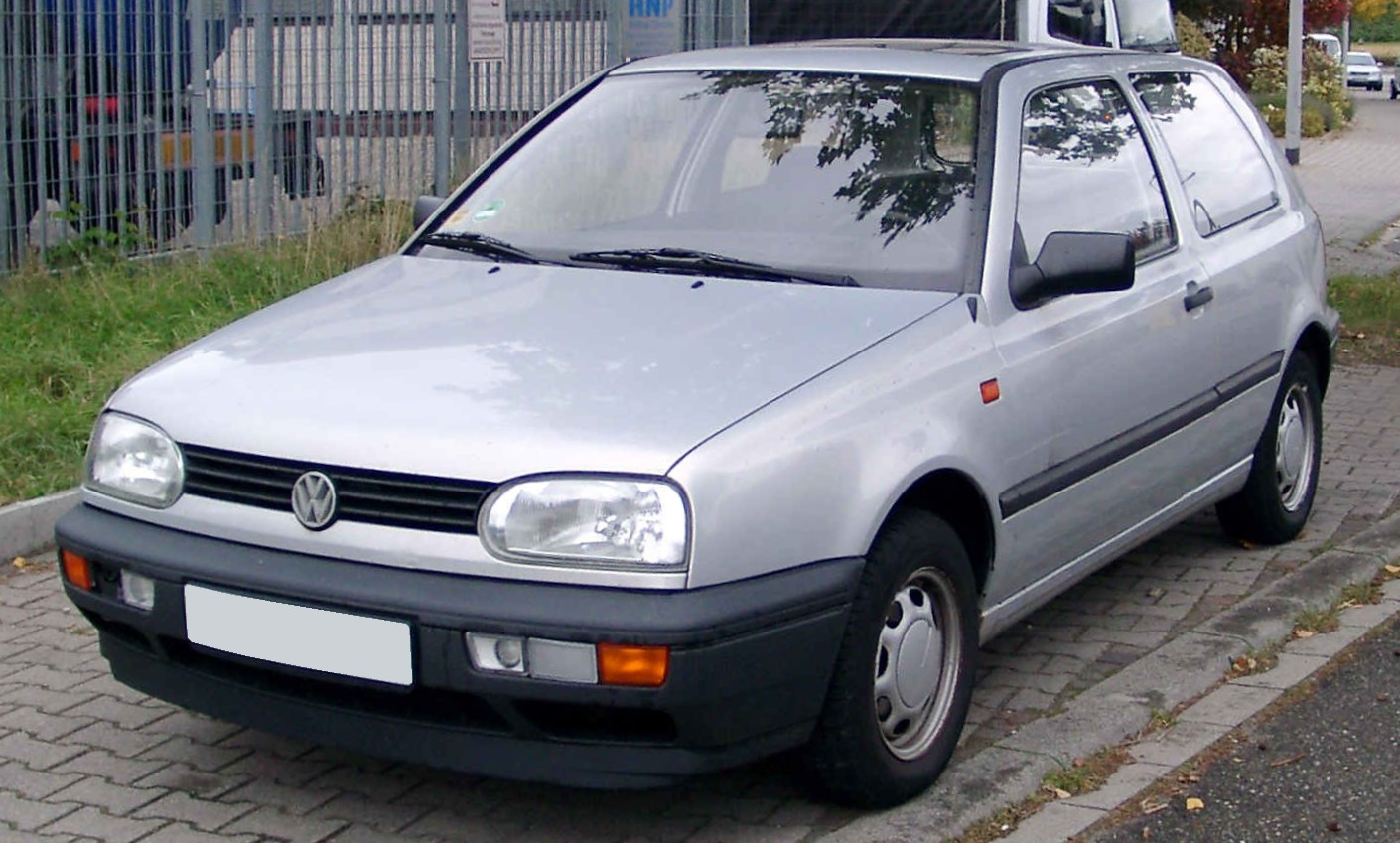
골프 Mk3 (1991–1999)
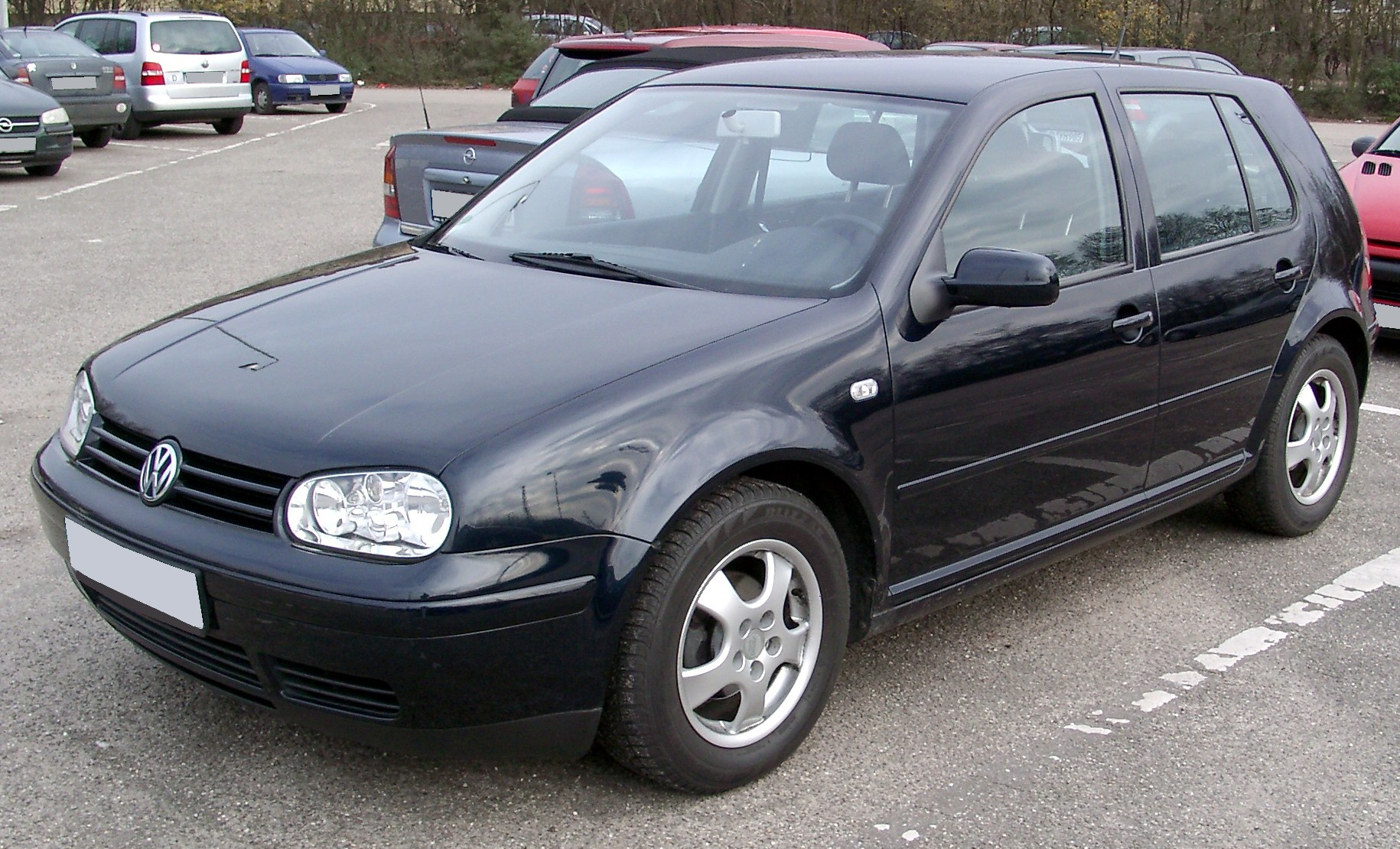
골프 Mk4 (1997–2005)
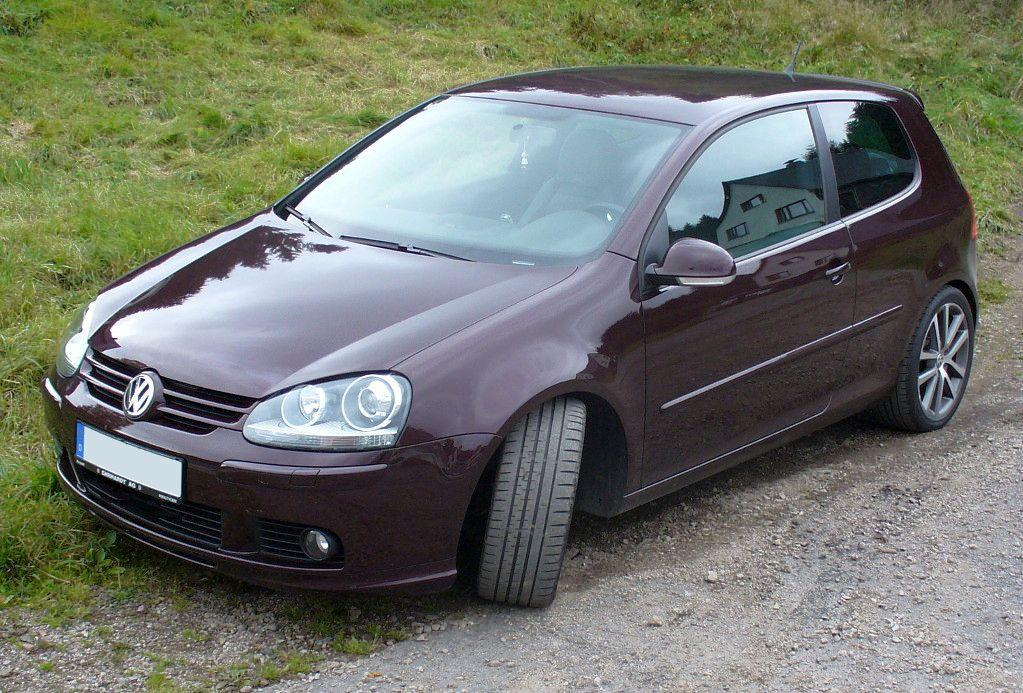
골프 Mk5 (2003–2009)
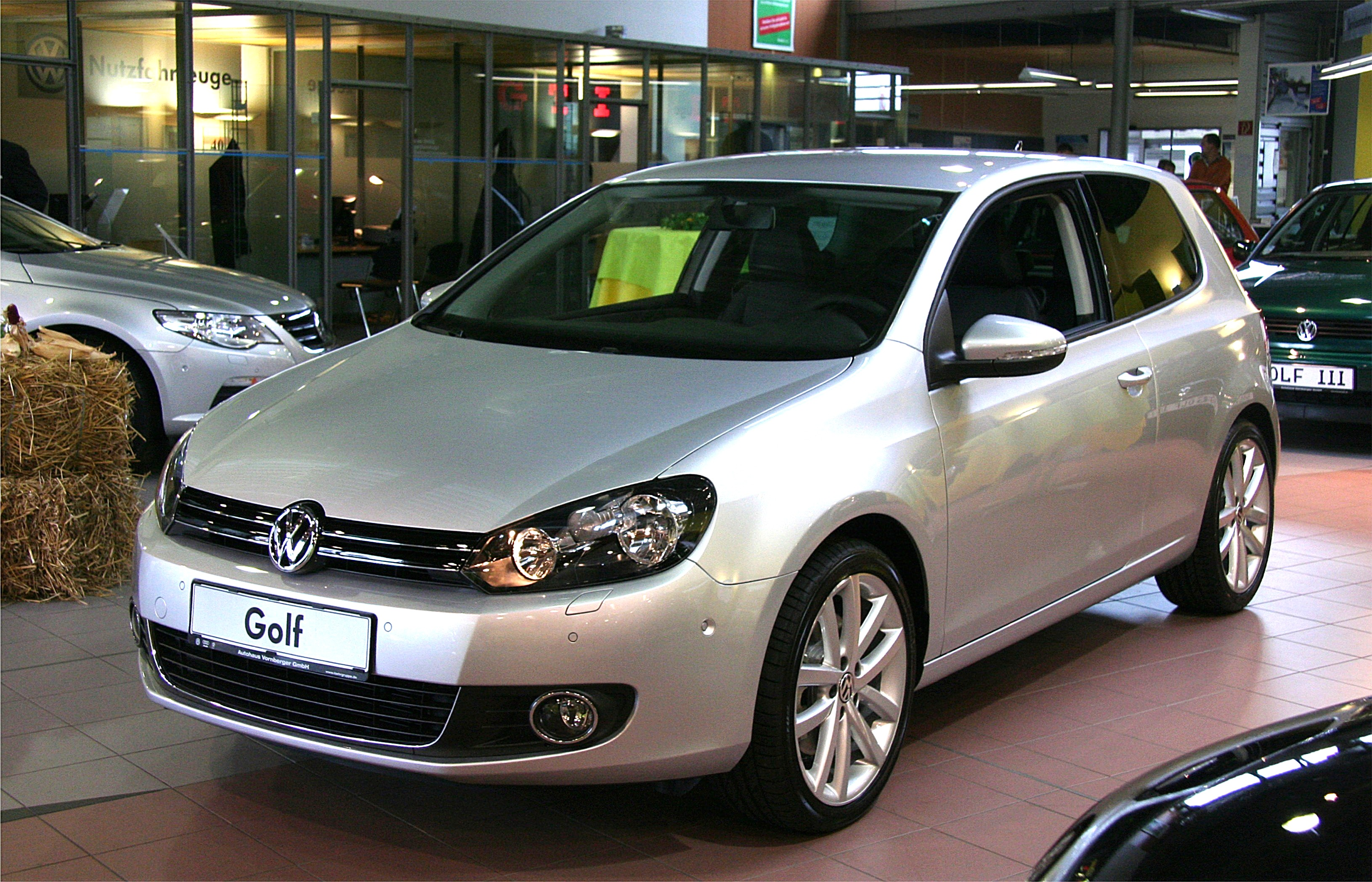
골프 Mk6 (2009-2012)
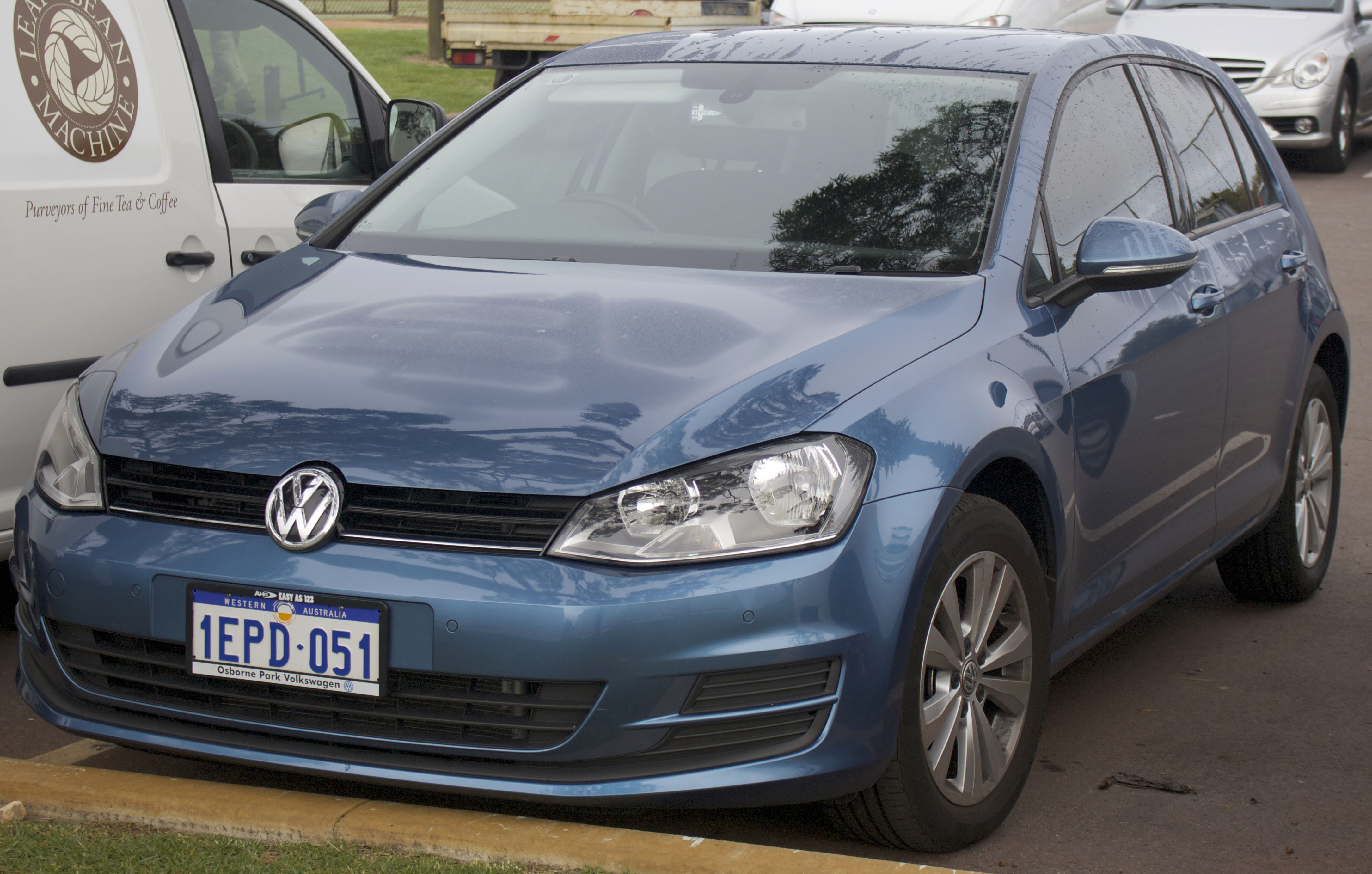
골프 Mk7 (2012-2020)
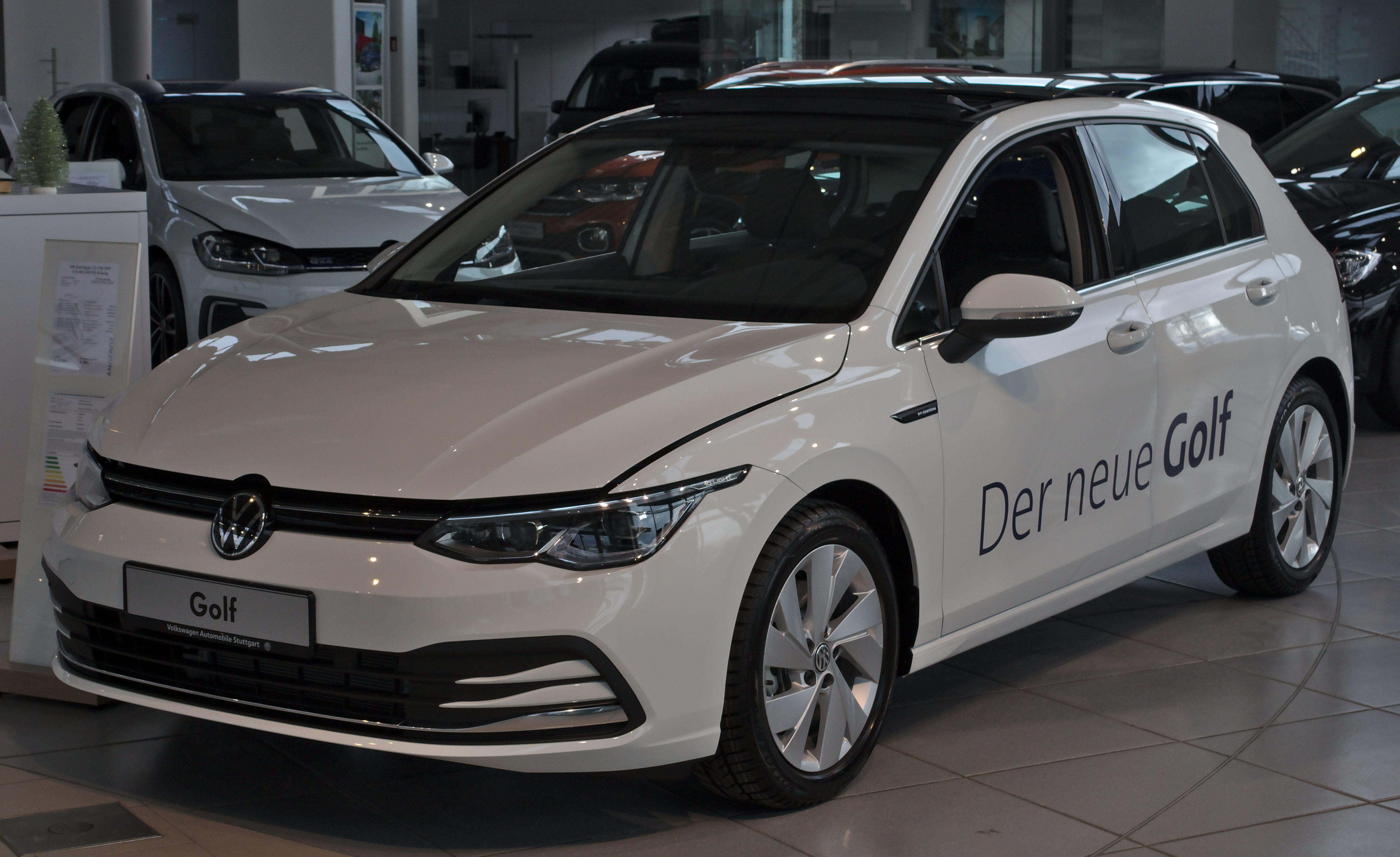
골프 Mk8 (2019-현재)

## 1974-1984,골프 Mk1/래빗 (A1/Typ 17)
1974년 5월, 오랫동안 생산 및 판매되고 있던 비틀을 대체하기 위해 폭스바겐은 현대적인 전륜구동 차량을 출시했고, 이 차의 이름이 폭스바겐 골프였다. 이탈리아의 유명 디자이너인 조르제토 주지아로가 디자인했다.(아랫급 모델인 폴로는 클라우스 루테가 디자인했다.) 이후 골프는 여러 파생 모델을 출시하는데, 1976년 6월에 고성능 "핫 해치" 모델의 골프 GTI를, 1976년 9월에는 디젤 엔진을 사용하는 모델을 출시했다. 1976년 10월에는 노치백 세단 버전의 골프가 출시했는데, 이 모델의 이름은 제타였다. 1980년 2월에는 컨버터블 버전의 골프 카브리올렛과, 골프를 기반으로 만들어진 픽업 트럭 모델인 폭스바겐 캐디가 출시됐다. 모든 파생형 모델이 큰 인기를 끌었는데, 좌핸들 차량에 사용되는 마스터 실린더를 아무런 개조 없이 우핸들 모델에 장착한 덕분에, 우핸들 모델의 경우 브레이크가 제대로 작동되지 않는 큰 결함이 발견됐다. 우핸들 버전의 경우, 해외를 겨냥한 모델이었기 때문에 의도하지 않은 이런 결함이 큰 걸림돌이 되기도 했다. 1세대 골프 Mk1은 폭스바겐 래빗이라는 이름으로 미국과 캐나다에서 판매됐고, 폭스바겐 카리브라는 이름으로 멕시코에서도 판매됐다. 남아프리카 공화국에서는 골프 Mk1의 페이스리프트 모델이 1984년부터 2009년까지 판매됐다. 남아프리카 공화국에서 판매된 골프 Mk1은 폭스바겐 시티 골프(Volkswagen Citi Golf)라고 부른다.

### 주요 차량
| 이름             | 엔진                        | 출력    | 토크 | 비고                           |
| ---------------- | --------------------------- | ------- | ---- | ------------------------------ |
| 골프 Mk1 1.3     | 1.3리터 직렬 4기통          | 59마력  | --   | --                             |
| 골프 Mk1 1.6 GTi | 1.6리터 직렬 4기통          | 74마력  | --   | 1600 GTi라는 다른 이름이 있다. |
| 골프 Mk1 1.8 GTI | 1.8리터 직렬 4기통          | 110마력 | --   | --                             |
| 골프 Mk1 1.6 TD  | 1.6리터 터보디젤 직렬 4기통 | 69마력  | --   | 골프의 첫 디젤 모델            |

## 1983-1991,골프 Mk2(A2/Typ 19E)
1983년 10월 2세대(Mk2) 골프가 만들어졌다. 휠베이스가 조금 더 늘어났고, 외관과 실내의 크기는 유지됐으나 포괄적으로 차체가 조금 더 둥글둥글하게 변했다. 1세대(Mk1) 골프의 트림 중 골프 컨트리(Golf Country)에 싱크로 사륜구동이 적용됐었는데, 골프 Mk2에서는 엔진에 슈퍼차저(과급기)를 장착한 G60 모델에 한해서 Mk1과 똑같은 싱크로 사륜구동이 적용됐다. G60 모델은 1989년에 출시되었으며, 160 마력(bhp, 제동마력)에 ABS 브레이크 시스템이 기본으로 적용되어 있었다. 1984년 2월, 골프 Mk2를 기반으로 한 제타가 출시됐으나, 골프 Mk2를 기반으로 한 카브리올렛 모델은 없었다. 골프 Mk1 카브리올렛 모델이 계속해서 Mk2의 카브리올렛 라인업을 대신했다. 대한민국에는 개인이 수입한 2세대 골프가 상당수 있는데, 약 3~4대 가량의 2세대(Mk2) GTI가 존재한다.

### 주요 차량
| 이름             | 엔진                                  | 출력    | 토크 | 비고                                                                                                   |
| ---------------- | ------------------------------------- | ------- | ---- | --- |
| 골프 Mk2 1.3     | 1.3리터 직렬 4기통                    | 54마력  | --   | -- |
| 골프 Mk2 GTI     | 1.8리터 16밸브 직렬 4기통             | 127마력 | --   | 동그란 전조등이 4개가 특징이다. 출시 당시 최초이자 유1하게 아우토반 1차선을 주행할 수 있던 소형차였다. |
| 골프 Mk2 1.8 G60 | 1.8리터 16밸브 G60 직렬 4기통         | 210마력 | --   | 싱크로 4륜구동이 장착된 최상위 트림. 한정판                                                            |
| 골프 Mk2 1.6 TD  | 1.6리터 터보-인터쿨러 디젤 직렬 4기통 | 79마력  | --   | -- |

## 1991-1999,골프 Mk3(A3/Typ 1H)
1991년 8월, 골프의 3세대 모델인 골프 Mk3가 출시됐다. 바로 전 세대인 골프 Mk2와 비교했을 때 역시 차가 조금 더 커졌으나, 반대로 휠베이스의 수치는 변한 것이 없었다. 골프 Mk3부터 새로운 엔진이 사용됐는데, 터보차저(과급기)를 장착한 직분사 디젤 엔진(TDI)를 장착한 골프가 있었고, 협각 2.8리터 VR6 엔진을 장착해 0-60 mph (0-97 km/h) 가속 7.1초, 400 미터(1/4마일, 쿼터마일) 가속이 15.5초/90.5 mph에 이르는 모델도 출시됐다. 이 모델은 최고 261마일(420km)를 달릴 수 있는 연료탱크를 장착해 약 7km/L(시내주행 연비), 약 10km/L(고속도로 주행 연비)를 기록했다(EPA 공인). 골프 VR6 모델은, 세계 최초로 소형차가 V6 엔진을 장착한 모델이었다. 1993년 10월, 최초의 골프 왜건 모델(골프 바리언트)이 라인업에 추가됐다.(라인업에 추가된 것은 1993년인데, 시장에 출시된 것은 1994년경이다.) 같은 해에 완전히 새로운 골프 Mk3 카브리올렛도 만들어져 출시되며 13년 동안 카브리올렛 라인업을 메우고 있던 Mk1 카브리올렛을 대체하게 됐다. 물론 골프 Mk3 카브리올렛이 완전히 새롭게 만들어지긴 했으나 골프만의 스타일에서 벗어난 것은 아니었고, 1999년식부터 1부분이 바뀌어서 2001년까지 생산됐다. 이 외에도 노치백 세단 버전이 만들어졌는데, 이전에는 제타(Jetta)라고 불렀으나 1992년 2월에 첫 출시된 Mk3 노치백 세단은 폭스바겐 벤토(북아메리카에서는 제타 3세대로 꾸준히 불렸다.)라고 불렀다. 1992년 오펠 아스트라와 시트로앵 ZX를 밀어내고 유로피언 올해의 자동차에 선정됐다. 골프 Mk3는 남아메리카와 캐나다에서 1999년까지 생산되어 판매됐다. 또한 멕시코에서는 스페셜 버전인 "Mi"가 출시됐는데, 멕시코의 스페셜 버전인 골프 Mi는 4도어, A/C 추가, 특별한 실내, 뒷쪽 정지등이 OEM 블랙 틴트 색상으로 변경되는 등 많은 부분이 바뀌었다. "Mi"의 i는 빨간색(Red)를 뜻하며, 1.8리터 직분사 엔진에서 2.0리터 직분사 엔진이 장착되기도 했다.
대한민국에 처음으로 정식 수입되어 판매를 시작한 골프로, 효성그룹이 아우디와 폭스바겐의 수입원이었을 때 3세대 골프부터 들어오기 시작했다.

### 주요 차량
| 이름                 | 엔진                      | 출력                | 토크                                 | 비고                                |
| -------------------- | ------------------------- | ------------------- | ------------------------------------ | ----------------------------------- |
| 골프 Mk3 1.4 AEX/APQ | 1.4리터 직렬 4기통        | 59마력 @ 4,700 RPM  | 116 N·m (86 lb·ft) @ 2,800−3,200 rpm | --                                  |
| 골프 Mk3 2.0         | 2.0리터 직렬 4기통        | 113마력 @ 5,400 RPM | 166 N·m (122 lb·ft) @ 3,200 RPM      | GTI의 바로 아랫급 모델              |
| 골프 Mk3 GTI         | 2.0리터 16밸브 직렬 4기통 | 148마력 @ 6,000 RPM | 180 N·m (130 lb·ft) @ 4,600 rpm      | GTI 모델                            |
| 골프 Mk3 2.8 VR6     | 2.7리터 VR6(협각 V6)      | 172마력 @ 5,800 rpm | 235 N·m (173 lb·ft) @ 4,200 rpm      | 소형차 최초로 V6 엔진을 장착한 모델 |
| 골프 Mk3 2.9 VR6     | 2.8리터 VR6(협각 V6)      | 188마력 @ 5,800 rpm | 245 N·m (181 lb·ft) @ 4,200 rpm      | --                                  |

## 1997-2005,골프 Mk4(A4/Typ 1J)
1997년 8월, 골프 Mk4가 출시됐다. 같은 날 노치백 세단도 함께 발표됐는데, 이번에는 폭스바겐 보라라고 불렀으나 북미에서는 여전히 폭스바겐 제타로 불렀다. 왜건(골프 바리언트) 모델은 1999년 3월에 출시됐다. 1999년, 골프 Mk3 카브리올렛이 부분 변경되어 골프 Mk4의 카브리올렛 라인업을 대체했다. 골프 Mk3 카브리올렛은 범퍼와 그릴, 전조등이 부분 변경되어 골프 Mk4와 굉장히 흡사한 생김새를 갖고 있었다. 새로운 고성능 모델이 라인업에 추가됐는데, 3.2리터 VR6 엔진을 장착하고 사륜구동 섀시를 가진 골프 R32가 2004년에 출시됐다. 골프 Mk3 때에도 Mk4 R32와 비슷한 VR6 4모션 버전의 차가 있었으나, Mk3 VR6 4모션은 2.8리터 엔진을 장착한 전륜구동 자동차였다. 이와 다르게 골프 Mk4 R32는 똑같은 VR6 엔진을 사용했으나 배기량을 3.2리터로 늘린 4륜구동 자동차였다. 4기통 1.8T(터보) 엔진을 장착한 모델은 폭스바겐 그룹의 다른 소형차들보다 훨씬 많은 인기를 누렸다. 브라질과 중국, 멕시코에서 2008년경까지 골프/보라 Mk4가 생산됐다. 캐나다 시장에서는 2009년까지 시티 골프(City Golf)와 시티 제타(City Jetta), 골프 시티(Golf City)와 제타 시티(Jetta City)가 생산됐다. 골프 시티와 시티 골프는 같은 차인데 이름만 다른 모델이다.(제타 역시 마찬가지였다.) 이 모델들은 Mk4를 기반으로 하고 있으며, 폭스바겐 캐나다 현지 법인에서 엔트리 등급으로 판매됐다. 2008년식 Mk4는 디자인이 부분 변경되었는데, 전조등과 후미등, 대시보드와 음향장비, 휠 등이 약간씩 변했다. 시티 골프와 시티 제타 모두 2.0리터 8밸브 직렬 4기통 SOHC 가솔린 엔진을 사용하여 115마력(bhp)의 힘을 내고, 6단 자동변속기가 옵션으로 제공되고 있다. 미국 시장에서는 4세대 골프가 2006년에 단종됐으나, 유럽에서는 2003년에 단종됐다.
대한민국에서도 4세대 골프가 간간히 팔렸으나, 1997년 외환 위기의 후폭풍으로 아우디와 폭스바겐이 한동안 대한민국 시장을 떠나면서 수입이 중단되었다.

### 주요 차량
| 이름             | 엔진                        | 출력                | 토크                            | 비고                                                                                      |
| ---------------- | --------------------------- | ------------------- | ------------------------------- | ----------------------------------------------------------------------------------------- |
| 골프 Mk4 1.4     | 1.4리터 16밸브 직렬 4기통   | 74마력 @ 5,000 RPM  | 126 N·m (93 lb·ft) @ 3,800 rpm  | --                                                                                        |
| 골프 Mk4 1.6 FSI | 1.6리터 16밸브 직렬 4기통   | 109마력 @ 5,800 RPM | 155 N·m (114 lb·ft) @ 4,400 RPM | --                                                                                        |
| 골프 Mk4 2.0     | 2.0리터 8밸브 직렬 4기통    | 114마력 @ 5,400 RPM | 172 N·m (127 lb·ft) @ 3,200 rpm | --                                                                                        |
| 골프 Mk4 2.8 V6  | 2.8리터 V6                  | 201마력 @ 6,000 rpm | 270 N·m (200 lb·ft) @ 3,200 rpm | --                                                                                        |
| 골프 Mk4 R32     | 3.2리터 24밸브 VR6(협각 V6) | 237마력 @ 6,250 rpm | 320 N·m (240 lb·ft) @ 2,800 rpm | 최초의 R32. 차체의 강성이 매우 좋아 400마력 이상의 출력도 버텨낼 수 있는 것으로 유명하다. |

## 2003년~2009년, 골프 Mk5 (A5/Typ 1K)
2003년에 독일에서 4세대를 단종시키고 5세대(Mk5) 골프를 출시했다. 2006년부터 5세대 골프가 북미 시장에 상륙했으며, 더 이상 '래빗'이라는 이름을 사용하지 않고 골프로 통일했다. 북미 시장에 출시된 모델은 2.5리터 직렬 5기통 엔진을 장착하고 있었고, 200마력 2.0리터 가솔린 직접분사 싱글터보 엔진(TFSI)이 장착된 GTI도 함께 출시됐다. 2005년 대한민국 법인인 아우디-폭스바겐 코리아(현 폭스바겐그룹코리아)의 출범과 함께 직판 체제로 전환한 이래 대한민국에 정식으로 수입된 최초의 골프가 5세대(Mk5) 모델이다. 폭스바겐은 항상 타고 다닐 수 있다는 표어(Every Driver)와 함께 "빠르다!"라는 광고 문구를 사용하며 북미 시장에서 골프를 출시했다. 특히, 새로운 Mk5 GTI의 경우 딜러들이 직접 "빠르다"라고 말로 상업적인 광고를 하며 구매를 촉진시켰다. 멕시코에서만 출시된 새로운 GTI도 있었다. 2004년에는 스테이션 왜건형인 골프 Mk5 바리언트가 출시됐다. 이전에 골프 세단 버전을 지칭하던 보라, 벤토라는 이름은 사라지고, 2006년에 출시된 Mk5 세단부터 다시 폭스바겐 제타라는 이름으로 독일, 남아프리카 공화국, 멕시코에서 출시됐다. 그러나 멕시코에서는 여전히 보라라는 이름을 사용하고 있으며, 유럽에서는 다시 제타라고 부르고 있다. 물론 제타라는 이름이 세단만을 지칭하는 모델명으로 사용되지는 않았다. 바리언트 모델에도 제타라는 이름을 사용했고, 노치백 버전의 GTI를 통칭하는 GLI 등에도 제타라는 이름을 사용했다. GLI는 세단 버전에만 사용되는 코드명이며, GTI는 "핫 해치"에 사용되는 코드명이다. 전륜구동에 터보차저 1.4 TSI 엔진이 장착된 Mk5 차량도 등장했다. 카 앤 드라이버(Car and Driver) 잡지에서 비교 시험을 했는데, 폭스바겐 래빗 S라는 이름을 사용한 차가 동급 성능을 가진 여덟 대의 소형차를 제치고 가장 우수한 평가를 받았다. 우수한 드라이빙 포지션과 좋은 전자장비, 강력한 엔진 등이 극찬을 받았으나, 도로에서 높은 속도로 주행할 때 발생되는 소음, 불편한 좌석과 나쁜 연비 등은 비판을 받았다. 결과적으로 "운전이 가장 재미있어서 이긴 것이다."라는 평을 받았다. 2006년 10월에 래빗이라는 이름을 사용한 곳은 카 앤 드라이버 잡지가 마지막이었고, 래빗 S는 골프 GTI를 지칭하는 말이었다. 대한민국에서는 가솔린 GTI와 140마력의 2.0리터 커먼레일 디젤 모델이 인기가 좋았다. 2008년에 대한민국에서도 고성능 버전인 골프 R32가 한정 판매되기도 하였다.

### 주요 차량
| 이름                   | 엔진                        | 출력                      | 토크                                  | 비고            |
| ---------------------- | --------------------------- | ------------------------- | ------------------------------------- | --------------- |
| 골프 Mk5 1.4           | 1.4리터 직렬 4기통          | 74마력 @ 5,000 RPM        | 126 N·m (93 lb·ft) @ 3,800 rpm        | Mk5의 1세대 1.4 |
| 골프 Mk5 1.4           | 1.4리터 직렬 4기통          | 79마력 @ 5,000 RPM        | 132 N·m (97 lb·ft) @ 3,800 RPM        | Mk5의 2세대 1.4 |
| 골프 Mk5 2.0 TFSI(GTI) | 2.0리터 터보차저 직렬 4기통 | 197마력 @ 5,100-6,000 RPM | 280 N·m (207 lb·ft) @ 1,800-5,000 rpm | 5세대 골프 GTI  |
| 골프 Mk5 R32           | 3.2리터 VR6                 | 247마력 @ 6,300 rpm       | 320 N·m (236 lb·ft) @ 3,200 rpm       | 5세대 골프 R32  |

## 2009-2012,골프 Mk6(A6/Typ 5K)
2008년 파리 모터쇼에서 최초의 골프 MK6가 데뷔했고, 이후 Mk5를 기반으로 PQ35 설계 라인에서 만들어진 골프 Mk6가 출시됐다. 골프 Mk6의 디자인은 폭스바겐의 수석 디자이너인 발터 드 실바(Walter de'Silva)가 담당했다. 이전 세대의 골프, 특히 Mk1과 Mk4에서 많은 영감을 받아 만들어졌다. 연비에 도움을 주고자 조금 더 공기 역학적이고, 이전 세대보다 훨씬 나은 내연기관의 방음장치를 구비하는 방향으로 디자인을 했다. 실내 디자인의 완성도에 있어서 최악의 평을 받았던 골프 Mk4와 Mk5와 비교했을 때, Mk6의 실내 디자인에 대한 대중의 평가는 "폭스바겐이 Mk4만 앞서는 것을 택했다."였다. 이 말의 뜻은, Mk4보다 그나마 나아졌지만 결국 Mk5와 다를 바 없다는 뜻이다. 골프 Mk6는 이전 Mk5보다 훨씬 싼 값에 만들어지고 있으며, 여러 대중의 평가 및 요구에 맞게 새로운 결과를 내놓겠다고 말했다. 터보차저를 장착한 직분사 커먼레일 디젤 엔진과 함께 사용되던 공동 분사방식(Common Rail Direct Injection) 엔진은, longstanding Pumpe Düse (PD) Unit Injector system(장시간 펌프 노즐 유닛 분사 방식)으로 교체됐다. 또한 골프 Mk6는 운전자가 조종할 수 있는 폭스바겐 어뎁티브 차체 컨트롤(Volkswagen Adaptive Chassis Control)을 옵션으로 제공하고 있는데, '평상시'(Normal) 모드와 '수동'(Comport) 모드, 그리고 '스포츠'(Sports) 모드 중 하나를 선택해 운전을 할 수 있다. 이 운전 모드들은, 서스펜션을 조정하거나, 조향성능 및 가속성능 등을 운전자 마음대로 조정할 수 있는 장비이다. 골프 Mk6는 2009년 2월부터 유럽에서 먼저 판매되기 시작했고, 2009년 8월부터 2010년식 골프의 경우 북미에서도 '래빗'이라는 이름을 쓰기에 너무 비싸졌다는 이유로 '골프'라는 이름으로 판매되기 시작했다. 대한민국에서는 그해 9월 21일부터 판매가 개시되었다. 2011년에는 카브라올레이 추가되었다. 2.0리터 커먼레일 디젤 모델은 170마력 버전도 추가되어 GTI를 본뜬 GTD라는 라인업이 신설되었다.

### 주요 차량
| 이름                    | 엔진               | 출력                      | 토크                                        | 비고                                 |
| ----------------------- | ------------------ | ------------------------- | ------------------------------------------- | ------------------------------------ |
| 골프 Mk6 1.4            | 1.4리터 직렬 4기통 | 79마력 @ 5,000 RPM        | 132 N·m (93 lb·ft) @ 3,800 rpm              | --                                   |
| 골프 Mk6 1.4 CAVD       | 1.4리터 직렬 4기통 | 158마력 @ 5,800 RPM       | 240 N·m (177 lb·ft) @ 1,500-4,500 RPM       | --                                   |
| 골프 Mk6 1.4 TSI        | 1.4리터 직렬 4기통 | 160마력 @ 5,800 RPM       | 240 N·m (177 lb·ft) @ 2000 RPM              | 수퍼차저,터보병용                    |
| 골프 Mk6 1.6 BlueMotion | 1.6리터 직렬 4기통 | 105마력 @ 4,400 rpm       | 25.5 kg·m (185 lbs.ft) @ 1,500-2,500 rpm    | 디젤연비개선모델                     |
| 골프 Mk6 TDI            | 2.0리터 직렬 4기통 | 140마력 @ 4,200 RPM       | 32.6 kg·m (235 lb·ft) @ 1,750 RPM-2,500 rpM | 디젤모델                             |
| 골프 Mk6 GTI            | 2.0리터 직렬 4기통 | 208마력 @ 5,300-6,200 RPM | 280 N·m (207 lb·ft) @ 1,700-5,200 rpm       | 6세대 골프 GTI                       |
| 골프 Mk6 GTD            | 2.0리터 직렬 4기통 | 170마력 @ 4,200 RPM       | 35.7 kg·m (258 lb·ft) @ 1,500-4,500 rpM     | GTI 디젤모델                         |
| 골프 Mk6 R              | 2.0리터 직렬 4기통 | 270마력 @ 6,000 RPM       | 350 N·m (258 lb·ft) @ 2,500-5,000 rpm       | 6세대 골프 R 모델. 코드명은 R20이다. |
| 골프 Mk6 2.5            | 2.5리터 직렬 5기통 | 170마력 @ 5,700 rpm       | 240 N·m (177 lb·ft) @ 4,250 rpm             | --                                   |

## 2012-2020, 골프 Mk7
2012년에 공개되었다. 폭스바겐의 MQB 플랫폼을 이용하며, 대한민국에는 2013년 7월에 들어왔다. 전세계에서 선풍적인 인기를 끌고 있다. 하지만, 폭스바겐 배기가스 조작사건 때문에 판매량이 감소할 것으로 보인다. 이 때부터 대한민국에서 고성능 R도 추가되었다. 2016년 11월에 페이스리프트를 거쳤으나, 디젤게이트의 여파로 대한민국에는 이 F/L 버전이 들어오지 않았다.

## 2019-현재, 골프 Mk8
2019년 10월 24일에 공개했다. 8세대부터 3도어는 더 이상 나오지 않는다.
전면부 라디에이터 그릴 쪽에는 LED 라이트 바가 장착됐다. 후면부의 해치도어에 장착된 폭스바겐 마크 밑에는 세부 트림명이 장착된다.
대한민국에는 2022년 1월 5일에 150마력 2.0리터 커먼레일 디젤 엔진(EA288 EVO) 모델을 먼저 출시했으며, 대한민국 복합연비는 17.8km/L다.
2022년 12월 15일에는 245마력 2.0리터 가솔린 터보 엔진(EA888)이 장착된 GTI가 추가됐으며, 대한민국 복합연비는 11.5km/L다.
대한민국에 팔리는 GTI와 TDI에는 모두 7단 듀얼 클러치 변속기가 조합된다.
대한민국에는 판매하지 않는 사양으로는 GTD, GTE(플러그인 하이브리드), R 등이 있다.

## 경쟁 차종
- 현대자동차 - 아반떼, i30
- 기아자동차 - K3
- 쉐보레 - 크루즈
- 르노삼성자동차 - SM3
- 혼다 - 시빅
- 토요타 - 코롤라
- 폭스바겐 - 제타
- 스코다 - 라피드
- 세아트 - 레온
- 포드 - 포커스
- 닛산 - 센트라
- 마쓰다 - 3
- 오펠 - 아스트라
- 푸조 - 308
- 르노 - 메간, 플루언스

## 폭스바겐 골프의전기 자동차모델
폭스바겐 골프는 몇몇 세대 변화를 거치며 시티-스트로머(CityStromer)라는 골프의 전기 자동차 모델을 만들었다. 1970년대, 폭스바겐은 골프 Mk1을 기반으로 전기 엔진으로 구동되는 자동차를 처음으로 만들었다. 골프 Mk2에서는 판매를 목적으로 한정판 번호(Limited Number)가 부여된 전기 자동차를 만들었는데, 납 축전지 배터리 팩은 기본으로 제공했으며 모터와 컨트롤러는 주문 제작(Custom Made) 옵션으로 포함시켰다. 이후 폭스바겐은 계속해서 한정판 번호를 부여한 시티-스트로머 Mk3(골프 Mk3 기반)를 만들었다. 시티-스트로머 Mk3는 지멘스(Siemens) 단위를 기반으로 한 AC 드라이브 시스템과 납 축전지 배터리 팩이 구비되어 있었다. 시티-스트로머 Mk3는 최고속도가 97 km/h(60 mph)였고, 최고 50 마일 (약 80km)를 주행할 수 있었다. 특이하게 골프를 기반으로 만든 전기 자동차인 시티-스트로머 모델은 무조건 좌핸들 버전만 만들었다. 워낙 희귀한 차종이다보니 유럽(의 자동차 수집가들에게)에서 큰 인기를 얻고 있는데, 오늘날에 시티-스트로머는 잉글랜드에서 적은 수가 실제로 굴러다니고 있다. 이 중에 딱 2대가 골프 Mk2의 우핸들 버전을 기반으로 한 시티-스트로머 Mk2이며, 영국의 중고차 시장에 등장한 적이 있다. 전기 자동차(EV, Electric Vehicle)를 지지하는 방송인 니키 고든-블룸필드(Nikki Gordon-Bloomfield)가 한 대를 소유하고 있으며, 그의 홈페이지에서 시티스트로머와 관련된 정보를 더 자세히 얻을 수 있다.The CityStromer EV on PositiveTV 폭스바겐의 CEO 마틴 빈터코른(Martin Winterkorn)은 골프 Mk5를 기반으로 한 폭스바겐 골프의 트윈 드라이브 플러그-인 하이브리드 자동차를 출시하겠다고 발표했다. 122 마력(bhp, 제동마력)의 힘을 내는 2.0리터 터보-디젤 엔진과 리튬 이온 배터리를 사용해서 82마력의 힘을 내는 전기 모터를 사용하는 것이 목표이다. 2.0리터 터보-디젤 엔진과 리튬 이온 배터리를 사용하는 전기 모터를 결합할 경우 최고 출력은 240 마력(bhp, 제동마력)이며, 배터리의 힘만으로 최고 31 마일(약 50 km)의 속도로 달릴 수 있다. 폭스바겐은 여덟 개의 자회사들과 함께 트윈 드라이브 시스템을 사용하는 골프 20대를 2010년까지 출시하기로 결정했다. 실제로 출시될 모델은, 골프 Mk6를 기반으로 1.5리터 터보 디젤 엔진과 전기 모터를 사용한 것이다. 2015년까지 출시할 계획에 있다고 한다.

## 인기
폭스바겐 골프는 전 세계적으로 인기가 있는 소형차인데, 특히 1974년에 영국에서 첫 출시된 이후 골프는 유독 영국에서만 큰 인기를 누렸다. 2009년 3월까지 영국에서만 무려 150만 대를 판매하며, 영국에서 가장 인기있는 차종 8대 중 한 대가 됐다. 1970년대 중반에 오스트레일리아에서 골프 Mk1이 출시됐을 때는, 미래를 생각한 소비자들의 기대치가 매우 높아 대기자 명단까지 생겼을 정도로 큰 인기를 끌었다. 대한민국에서 골프의 인기도 여느 나라 못지 않게 매우 높다. 2005년 1월 1일에 폭스바겐이 대한민국에 다시 진출한 지 겨우 4년 만인 2009년 4월에 수입차 판매량 2위를 기록했으며, 140마력 2.0리터 커먼레일 TDI 디젤 모델의 인기가 많았다.(1위는 BMW이다.) 대한민국의 폭스바겐 동호회 중 상당수가 골프 동호회일 정도로 큰 인기를 끌고 있다. 정식으로 수입된 적이 없는 Mk3나 Mk4 중에서도 특히 Mk4 GTI와 R32가 큰 인기를 끌었다. 폭스바겐 골프의 오너들 대다수가 골프 Mk4를 시작으로 골프를 타고 있다는 말도 있을 정도로 Mk4의 인기가 특히 좋다.

## 자동차 경주
APR 모터스포츠의 KONI 스포츠 카 챌린지 스트릿 튜너(Street Tuner, ST) 클래스에서 두 대의 골프 Mk5 GTI가에서 우승을 차지했다.